# Slezská literatura

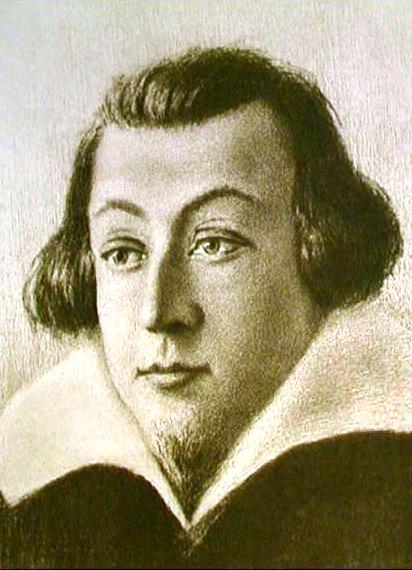
Jiří Třanovský.

Slezská literatura zahrnuje literaturu, která je spjata s historickým územím Slezska. Slezská literatura je určena územím, nikoli jazykem.
Ve Slezsku od 12. stol. vznikaly texty psané v latině, ve 13. až 18. stol. měly literární povahu. Němčina se ve Slezsku šířila s postupující emfyteutickou kolonizací, od 14. stol. byla už zde jazykem literatury. Poslední německy píšící spisovatelé se narodili v 1. pol. 20. stol. První věty psané ve Slezsku polsky (citace v latinských narativních pramenech) pochází z 13. století, první polské literární texty z 15. stol., slezské písemnictví v polštině se začalo lépe vyvíjet až 2. pol. 16. stol. (až do pol. 20. stol. prakticky pouze ve východní části Slezska ). Česky se psalo v Horním Slezsku od začátku 15. stol. (dříve na Opavsku), od r. 1742 prakticky pouze v tzv. Českém Slezsku. V novodobé historii vznikají i pokusy o literární tvorbu ve slovanských (tj. českých a polských) i německých slezských nářečích.

## Významné osobnosti slezské literatury
- Martinus Polonus
- Witelo
- Peregrinus de Opulia
- Mikuláš z Kozlí
- Bartel Stenus
- Joachim Cureus
- Martin Opitz
- Andreas Scultetus
- Abraham Bzowski
- Jiří Třanovský (Tranoscius)
- Friedrich Logau
- Daniel Czepko von Reigersfeld
- Nicolaus Henelius
- Andreas Gryphius
- Angelus Silesius
- Daniel Casper von Lohenstein
- Adam Gdacius
- Bohumír Josef Hynek Bilovský
- Daniel Nitsch
- Jan Muthmann
- Samuel Ludwik Zasadius
- Jiří Sarganek
- Jan Liberda
- Joseph von Eichendorff
- Karl von Holtei
- Gustav Freitag
- Cyprian Lelek
- Józef Lompa
- Konstanty Damroth
- Gerhart Hauptmann
- Petr Bezruč
- Paweł Kubisz
- Óndra Łysohorsky
- Emil Zegadłowicz
- Emil Ludwig
- Henryk Jasiczek
- Vojtěch Martínek
- Gustaw Morcinek
- Jarmila Glazarová
- Vladislav Vančura
- Wilhelm Przeczek
- Horst Bienek
- Henryk Waniek
- Jerzy Pilch
- Petr Motýl
- Marek Krajewski